# ヒシアマゾン
ヒシアマゾン（欧字名:Hishi Amazon、1991年3月26日 - 2019年4月15日）は、日本の競走馬、日本、アメリカの繁殖牝馬。
アメリカで生まれ日本で調教を受けた外国産馬である。1993年JRA賞最優秀3歳牝馬、1994年JRA賞最優秀4歳牝馬、1995年JRA賞最優秀5歳以上牝馬。
主戦騎手は中舘英二。デビュー2戦目と最終レースの有馬記念のみ、江田照男と河内洋がそれぞれ騎乗した。

## 経歴

### 3歳 - 4歳時
1993年9月19日の新馬戦を中舘英二騎手とのコンビで快勝。続くプラタナス賞、京成杯3歳ステークスと2戦連続で2着した後の阪神3歳牝馬ステークスで2着ローブモンタントに5馬身差をつけて圧勝し、一躍牝馬のスターダムに躍り出た。
明けて1994年春、当時は外国産馬にクラシックへの出走が認められていなかったため、裏街道を歩むことになった。年明け緒戦の京成杯こそ2着に敗れたものの、続くクイーンカップ、クリスタルカップ、ニュージーランドトロフィー4歳ステークスといずれも1番人気に応えて快勝した。特にクリスタルカップで見せた残り100mでの4馬身差を差し、逆に1馬身差をつけた驚異の追い込みは、井崎脩五郎が20世紀のベストレースの1つにあげている。
秋シーズンもクイーンステークス、ローズステークスを連勝し、迎えたエリザベス女王杯では優駿牝馬優勝馬チョウカイキャロルとの叩きあいをハナ差制し、重賞6連勝で名実ともに4歳最強牝馬となった。
主戦騎手であった中舘英二によると、エリザベス女王杯までのレース戦術について、他の馬と一枚も二枚も力が違っていたことから「負けてはいけない立場だったので、後ろから行って、大外を通って、着差は小さくても最後に勝てばいいというレースをしていた」と説明した。
続く有馬記念では並み居る古牡馬が揃っていたが、相手は三冠馬ナリタブライアン1頭に絞ったレース運びをし、4コーナー付近でヒシアマゾンはナリタブライアンに競りかけたが、ナリタブライアンはこれまで以上の瞬発力を発揮して後続を突き放しており、ヒシアマゾンも勢いを保持したままを追走して3着以下には2 1/2馬身差をつけたが、結果的に優勝したナリタブライアンから3馬身差の2着に敗れた。
同年のレース戦績は、エリザベス女王杯を含む6連勝、有馬記念2着が評価され最優秀4歳牝馬に選出された。

### 5歳以降
5歳となった1995年は、春にアメリカ遠征に挑戦するもレース直前に脚部不安に見舞われ帰国、帰国後緒戦の高松宮杯ではそれまでの実績から圧倒的1番人気に支持されたものの、スタートから折り合いを欠き逃げる形になってしまい5着に敗れ、デビューからの連続連対記録が12で途絶えるなど、上半期は不本意なシーズンになった。
しかし秋になり、オールカマー、京都大賞典を圧勝し、完全復調をアピール。外国産馬であるため天皇賞（秋）には出走することはできず、迎えたジャパンカップでは、直線鋭く追い込んだものの先に抜け出したランドに1馬身半及ばず2着に敗れたが、負けてなお強しの印象であった。続く有馬記念ではその年不調のナリタブライアンを抑えて1番人気に推されたものの、スタートでの出遅れもあり5着に終わった。
1996年、6歳になると順調さを欠き、安田記念は10着、エリザベス女王杯は2位入線も斜行により7着降着、有馬記念は5着に敗れ、結果的にこれが最後のレースとなった。
1997年、京王杯スプリングカップの出走を目指し調整していたが、同年4月30日に右前脚浅屈腱炎の発症により、現役生活を断念して引退となった。現役時の活躍内容から女傑と呼ばれる。

## 競走成績
以下の内容は、netkeiba.comの情報に基づく。
| 競走日 | 競走日 | 競走日 | 競馬場 | 競走名           | 格      | 距離（馬場）  | 頭 数 | 枠 番 | 馬 番 | オッズ （人気） | オッズ （人気） | 着順 | タイム （上がり3F） | 着差 | 騎手      | 斤量 [kg] | 1着馬（2着馬）         | 馬体重 [kg] |
| ------ | ------ | ------ | ------ | ---------------- | ------- | ------------- | ----- | ----- | ----- | --------------- | --------------- | ---- | ------------------- | ---- | --------- | --------- | ---------------------- | ----------- |
| 1993   | 09.    | 19     | 中山   | 3歳新馬          |         | ダ1200m（良） | 11    | 3     | 3     | 02.4            | （1人）         | 01着 | 01:13.7 (38.7)      | -0.0 | 0中舘英二 | 53        | （ノボリリュウ）       | 474         |
|        | 10.    | 24     | 東京   | プラタナス賞     | 500万下 | ダ1400m（良） | 11    | 8     | 10    | 05.2            | （3人）         | 02着 | 01:26.3 (38.5)      | -0.1 | 0江田照男 | 53        | ミツルマサル           | 478         |
|        | 11.    | 13     | 東京   | 京成杯3歳S       | GII     | 芝1400m（良） | 9     | 8     | 9     | 13.2            | （6人）         | 02着 | 01:22.9 (34.7)      | -0.0 | 0中舘英二 | 53        | ヤマニンアビリティ     | 474         |
|        | 12.    | 05     | 阪神   | 阪神3歳牝馬S     | GI      | 芝1600m（良） | 15    | 2     | 3     | 05.2            | （2人）         | 01着 | R1:35.9 (36.5)      | -0.8 | 0中舘英二 | 53        | （ローブモンタント）   | 474         |
| 1994   | 01.    | 09     | 中山   | 京成杯           | GIII    | 芝1600m（良） | 8     | 1     | 1     | 01.8            | （1人）         | 02着 | 01:34.2 (36.6)      | -0.3 | 0中舘英二 | 55        | ビコーペガサス         | 470         |
|        | 01.    | 30     | 東京   | クイーンC        | GIII    | 芝1600m（良） | 13    | 5     | 6     | 01.4            | （1人）         | 01着 | 01:35.1 (35.9)      | -0.1 | 0中舘英二 | 55        | （エイシンバーモント） | 474         |
|        | 04.    | 16     | 中山   | クリスタルC      | GIII    | 芝1200m（良） | 14    | 4     | 6     | 02.0            | （1人）         | 01着 | 01:08.5 (34.7)      | -0.2 | 0中舘英二 | 53        | （タイキウルフ）       | 474         |
|        | 06.    | 05     | 東京   | NZT4歳S          | GII     | 芝1600m（良） | 9     | 4     | 4     | 01.6            | （1人）         | 01着 | 01:35.8 (34.3)      | -0.1 | 0中舘英二 | 54        | （マチカネアレグロ）   | 464         |
|        | 10.    | 02     | 中山   | クイーンS        | GIII    | 芝2000m（稍） | 11    | 6     | 7     | 01.2            | （1人）         | 01着 | 02:02.9 (35.8)      | -0.2 | 0中舘英二 | 54        | （ジョウノバタフライ） | 478         |
|        | 10.    | 23     | 阪神   | ローズS          | GII     | 芝2000m（良） | 15    | 5     | 8     | 01.2            | （1人）         | 01着 | 02:00.0 (35.3)      | -0.2 | 0中舘英二 | 55        | （アグネスパレード）   | 480         |
|        | 11.    | 13     | 京都   | エリザベス女王杯 | GI      | 芝2400m（良） | 18    | 3     | 6     | 01.8            | （1人）         | 01着 | 02:24.3 (34.8)      | -0.0 | 0中舘英二 | 55        | （チョウカイキャロル） | 480         |
|        | 12.    | 25     | 中山   | 有馬記念         | GI      | 芝2500m（良） | 13    | 5     | 8     | 19.1            | （6人）         | 02着 | 02:32.7 (35.2)      | -0.5 | 0中舘英二 | 53        | ナリタブライアン       | 478         |
| 1995   | 07.    | 09     | 中京   | 高松宮杯         | GII     | 芝2000m（良） | 12    | 5     | 7     | 01.5            | （1人）         | 05着 | 02:03.0 (37.2)      | -0.4 | 0中舘英二 | 57        | マチカネタンホイザ     | 480         |
|        | 09.    | 18     | 中山   | オールカマー     | GII     | 芝2200m（稍） | 10    | 2     | 2     | 02.0            | （1人）         | 01着 | 02:16.3 (34.9)      | -0.1 | 0中舘英二 | 57        | （アイリッシュダンス） | 480         |
|        | 10.    | 08     | 京都   | 京都大賞典       | GII     | 芝2400m（良） | 13    | 6     | 8     | 01.4            | （1人）         | 01着 | 02.25.3 (34.3)      | -0.4 | 0中舘英二 | 57        | （タマモハイウェイ）   | 484         |
|        | 11.    | 26     | 東京   | ジャパンC        | GI      | 芝2400m（良） | 14    | 7     | 12    | 04.3            | （2人）         | 02着 | 02:24.8 (34.7)      | -0.2 | 0中舘英二 | 57        | ランド                 | 484         |
|        | 12.    | 24     | 中山   | 有馬記念         | GI      | 芝2500m（良） | 12    | 6     | 7     | 03.0            | （1人）         | 05着 | 02:34.6 (35.7)      | -1.0 | 0中舘英二 | 55        | マヤノトップガン       | 488         |
| 1996   | 06.    | 09     | 東京   | 安田記念         | GI      | 芝1600m（良） | 17    | 5     | 10    | 09.8            | （4人）         | 10着 | 01:33.9 (35.4)      | -0.8 | 0中舘英二 | 56        | トロットサンダー       | 482         |
|        | 11.    | 10     | 京都   | エリザベス女王杯 | GI      | 芝2200m（良） | 16    | 6     | 11    | 09.0            | （5人）         | *7着 | 02:14.3 (34.2)      | -0.0 | 0中舘英二 | 56        | ダンスパートナー       | 492         |
|        | 12.    | 22     | 中山   | 有馬記念         | GI      | 芝2500m（良） | 14    | 4     | 5     | 09.5            | （5人）         | 05着 | 02:35.0 (37.0)      | -1.2 | 0河内洋   | 54        | サクラローレル         | 500         |

- 1　（*）2位入線、降着。
- 2　タイム欄のRはレコード勝ちを示す。

## 引退後
引退後は北海道静内町の出羽牧場で、繁殖牝馬となるための準備が施された。ファンによる見学も行われ、1日に100人超が牧場を訪ねた。初年度となる1997年は、ヒシマサルが種付けされ、年内にアメリカに渡り、母もいる故郷のテイラーメイドファームに戻った。
ヒシマサルとの初仔（後のヒシアンデス）を出産するとそのままテイラーメイドファームで繁殖生活を送り、2011年に父ウォーパスの牡馬(競走馬としては登録されていない)を出産したのを最後に繁殖を引退し、アメリカ・ケンタッキー州で日本人が経営するPolo Green Stable（ポロ・グリーン・ステーブル）で余生を送っていた。
セリ市では比較的高値で取り引きされた産駒が多く、たとえばFlying Warriorは2007年9月10日に行われたキーンランド・セプテンバー・イヤリングセールで29万ドル（約3300万円）で落札された。
2019年4月15日（現地時間）夜、老衰のため、繋養先のポロ・グリーン・ステーブルで死亡。28歳没。
晩年は、牝馬のアイダスイメージ（Ida's Image）とともに過ごした。しかし、2018年末にアイダスイメージが31歳で亡くなり、そこから急に力がなくなってしまったという。

## 繁殖成績
|        | 馬名                   | 生年   | 性別   | 毛色   | 父               | 馬主                           | 成績               | 出典          |
| ------ | ---------------------- | ------ | ------ | ------ | ---------------- | ------------------------------ | ------------------ | ------------- |
| 1番仔  | ヒシアンデス           | 1998年 | 牡     | 黒鹿毛 | ヒシマサル       | 阿部雅一郎                     | 4戦0勝（抹消）     | [ 14 ]        |
| 2番仔  | ヒシシルバーメイド     | 1999年 | 牝     | 黒鹿毛 | Silver Deputy    | 阿部雅一郎                     | 9戦1勝（繁殖牝馬） | [ 15 ]        |
| 3番仔  | ヒシバラード           | 2000年 | 牝     | 青毛   | Saint Ballado    | 阿部雅一郎                     | 不出走（繁殖牝馬） | [ 16 ]        |
| 4番仔  | （ヒシアマゾンの2003） | 2003年 | 牡     |        | サンダーガルチ   |                                | 不出走             | [ 17 ]        |
| 5番仔  | Amazi                  | 2004年 | 牝     | 黒鹿毛 | Awesome Again    | Jayeff B Stables               | 17戦2勝            | [ 18 ] [ 19 ] |
| 6番仔  | ヒシラスター           | 2005年 | 牡     | 鹿毛   | Fusaichi Pegasus | 阿部雅一郎                     | 9戦4勝（抹消）     | [ 20 ]        |
| 7番仔  | Flying Warrior         | 2006年 | 牡 →騸 | 栗毛   | Fusaichi Pegasus | Clay Bischoff                  | 39戦5勝            | [ 21 ] [ 22 ] |
| 8番仔  | ヒシラストレディ       | 2009年 | 牝     | 黒鹿毛 | Posse            | 阿部雅一郎 →阿部雅英           | 5戦0勝（繁殖牝馬） | [ 24 ]        |
| 9番仔  | ヒシラストガイ         | 2010年 | 牡     | 栗毛   | Corinthian       | 阿部雅一郎 →阿部雅英 →前田敏文 | 19戦2勝（抹消）    | [ 28 ]        |
| 10番仔 | （ヒシアマゾンの2011） | 2011年 | 牡     | 黒鹿毛 | War Pass         |                                | 不出走             | [ 29 ]        |

## 血統表
| ヒシアマゾンの血統（ノーザンダンサー系 / Nearctic4×3=18.75%） | ヒシアマゾンの血統（ノーザンダンサー系 / Nearctic4×3=18.75%） | ヒシアマゾンの血統（ノーザンダンサー系 / Nearctic4×3=18.75%） | （血統表の出典）                   | （血統表の出典） |
| 父系                                                          | ヌレイエフ系（ノーザンダンサー系）                            | ヌレイエフ系（ノーザンダンサー系）                            | ヌレイエフ系（ノーザンダンサー系） | [ § 2 ]          |
| 父 Theatrical 1982 鹿毛                                       | 父の父Nureyev 1977 鹿毛                                       | Northern Dancer                                               | Nearctic                           | Nearctic         |
| 父 Theatrical 1982 鹿毛                                       | 父の父Nureyev 1977 鹿毛                                       | Northern Dancer                                               | Natalma                            |                  |
| 父 Theatrical 1982 鹿毛                                       | 父の父Nureyev 1977 鹿毛                                       | Special                                                       | Forli                              | Forli            |
| 父 Theatrical 1982 鹿毛                                       | 父の父Nureyev 1977 鹿毛                                       | Special                                                       | Thong                              |                  |
| 父 Theatrical 1982 鹿毛                                       | 父の母*ツリーオブノレッジ Tree of Knowledge 1977 鹿毛         | Sassafras                                                     | Sheshoon                           | Sheshoon         |
| 父 Theatrical 1982 鹿毛                                       | 父の母*ツリーオブノレッジ Tree of Knowledge 1977 鹿毛         | Sassafras                                                     | Ruta                               |                  |
| 父 Theatrical 1982 鹿毛                                       | 父の母*ツリーオブノレッジ Tree of Knowledge 1977 鹿毛         | Sensibility                                                   | Hail to Reason                     | Hail to Reason   |
| 父 Theatrical 1982 鹿毛                                       | 父の母*ツリーオブノレッジ Tree of Knowledge 1977 鹿毛         | Sensibility                                                   | Pange                              |                  |
| 母 Katies 1981 黒鹿毛                                         | 母の父*ノノアルコ Nonoalco 1971 鹿毛                          | Nearctic                                                      | Nearco                             | Nearco           |
| 母 Katies 1981 黒鹿毛                                         | 母の父*ノノアルコ Nonoalco 1971 鹿毛                          | Nearctic                                                      | Lady Angela                        |                  |
| 母 Katies 1981 黒鹿毛                                         | 母の父*ノノアルコ Nonoalco 1971 鹿毛                          | Seximee                                                       | Hasty Road                         | Hasty Road       |
| 母 Katies 1981 黒鹿毛                                         | 母の父*ノノアルコ Nonoalco 1971 鹿毛                          | Seximee                                                       | Jambo                              |                  |
| 母 Katies 1981 黒鹿毛                                         | 母の母Mortefontaine 1969 鹿毛                                 | *ポリック Polic                                               | Relic                              | Relic            |
| 母 Katies 1981 黒鹿毛                                         | 母の母Mortefontaine 1969 鹿毛                                 | *ポリック Polic                                               | Polaine                            |                  |
| 母 Katies 1981 黒鹿毛                                         | 母の母Mortefontaine 1969 鹿毛                                 | Barbantia                                                     | Honeyway                           | Honeyway         |
| 母 Katies 1981 黒鹿毛                                         | 母の母Mortefontaine 1969 鹿毛                                 | Barbantia                                                     | Parthaven                          |                  |
| 母系(F-No.)                                                   | Katies系(FN:7-f)                                              | Katies系(FN:7-f)                                              | Katies系(FN:7-f)                   | [ § 3 ]          |
| 5代内の近親交配                                               | Nearctic4×3、Pharos=Fairway5×5                                | Nearctic4×3、Pharos=Fairway5×5                                | Nearctic4×3、Pharos=Fairway5×5     | [ § 4 ]          |
| 出典                                                          | 1. 2. 3. 4.                                                   | 1. 2. 3. 4.                                                   | 1. 2. 3. 4.                        | 1. 2. 3. 4.      |

　父Theatricalは名種牡馬、母ケイティーズはアイルランド1000ギニー優勝馬と血統は一流である。
- 半兄 ヒシアリダー（父：Alydar ）　種牡馬　現役時代はオープンクラスまで昇級したが、オープンクラスでの勝ち星はなし。
- 半妹 ヒシナイル（父：A.P. Indy）（フェアリーステークス）
- 全妹 ヒシピナクル（ローズステークス）
- 近親 アドマイヤムーン、エフフォーリア、スリープレスナイト
  - アドマイヤムーンとエフフォーリアは母の母ケイティーズファースト（父Kris）が、スリープレスナイトは母ホワットケイティーディド（父Nureyev）がヒシアマゾンの半姉にあたる。